# 燒肉Smile
燒肉Smile（日语：焼肉スマイル）是台灣築間餐飲集團旗下的一家連鎖日式燒肉品牌，於2020年在臺中市創立，主要提供個人式日式燒肉套餐服務。直至2021年在台灣共有8家連鎖店。

## 外部連結
- 燒肉Smile （页面存档备份，存于）（繁體中文）
- 燒肉SMILE的Facebook專頁
- 燒肉Smile的Instagram帳戶
- YouTube上的燒肉Smile頻道